# ريكاردو مينالي
ريكاردو مينالي (بالإيطالية: Riccardo Minali)‏ (و. 1995  م) هو راكب دراجة هوائية إيطالي، مركز لعبه هو عداء دراجات ‏.

## سجل الفوز

### سباقات أو مراحل فاز بها
| التاريخ        | السباق                        | المركز                                           |
| -------------- | ----------------------------- | ------------------------------------------------ |
| 03 مايو 2015   | 2015 Circuito del Porto       | الفائز في التصنيف العام                          |
| 31 يوليو 2016  | Trophée Almar 2016            | المركز الثالث                                    |
| 04 فبراير 2017 | طواف دبي 2017                 | السابع في التصنيف العام                          |
| 23 أبريل 2017  | طواف كرواتيا 2017             | الرابع في تصنيف النقاط                           |
| 02 سبتمبر 2017 | دراجات بروكسل الكلاسيكية 2017 | السابع في التصنيف العام                          |
| 03 سبتمبر 2017 | جي بي دي فورميس 2017          | المرتبة 14 في التصنيف العام                      |
| 15 أكتوبر 2017 | طواف تركيا الرئاسي 2017       | الخامس في تصنيف أفضل شاب، الخامس في تصنيف النقاط |
| 25 مارس 2018   | طواف لانكاوي 2018             | الثاني في تصنيف النقاط                           |
| 22 أبريل 2018  | طواف كرواتيا 2018             | الثامن في تصنيف النقاط                           |
| 27 مايو 2018   | طواف بلجيكا 2018              | الخامس في تصنيف النقاط                           |
| 24 يونيو 2018  | سباق أدرياتيكي يونيكا 2018    | الرابع في تصنيف النقاط                           |

## روابط خارجية
- ريكاردو مينالي على موقع الاتحاد الدولي للدراجات (الإنجليزية)
- ريكاردو مينالي على موقع أرشيف الدراجات (الإنجليزية)
- ريكاردو مينالي على موقع إحصائيات الدراجات الإحترافية (الإنجليزية)
- ريكاردو مينالي على موقع نسبة الدراجات (الإنجليزية)
- ريكاردو مينالي على موقع CycleBase (الإنجليزية)